# Eric Oelschlägel
Eric Oelschlägel (né le 20 septembre 1995 à Hoyerswerda) est un footballeur allemand qui évolue au poste de gardien de but. Il participe aux Jeux olympiques d'été de 2016, remportant la médaille d'argent avec l'Allemagne.

## Biographie

### En club
Borussia Dortmund
Il joue 68 matchs comme titulaire dans la réserve de Dortmund mais ne sera titularisé qu'une seule fois par Lucien Favre, le 5 février 2019 contre le Werder Brême en coupe d'Allemagne. Durant ce match, il n'arrête aucun tir au but et Dortmund s'incline et sort éliminé de la Coupe d'Allemagne

#### FC Utrecht
En 2020, libre de tout contrat il s'engage aux Pays-Bas au comme doublure de Maarten Paes au FC Utrecht. Ce dernier sort sur blessure et Oelschlägel le remplace contre l'Ajax en coupe des Pays Bas (défaite 5-4). Oelschlägel est titulaire de nombreux matchs d'affilié. Le 22 avril 2021, il réalise une grande performance lors du nul (1-1) contre l'Ajax ou il effectue sept parades qui empêchent l'Ajax de gagner à domicile.

### En équipe nationale
Il participe aux Jeux olympiques d'été de 2016 organisés à Rio de Janeiro. Lors du tournoi olympique, il ne joue aucun match.

## Palmarès

### équipe d'Allemagne
- Jeux olympiques de 2016 :
  -  Médaille d'argent.